# Karel Hendrik Brandt
Karel Hendrik Brandt (Veenendaal, 28 oktober 1887 – 19??) was een Nederlands politicus van de Liberale Staatspartij. 
Hij werd geboren als zoon van Carel Lodewijk August Brandt (1860-1945; deurwaarder) en Zwaantje Vrielink (1860-1920). Hij was als commies werkzaam bij de gemeentesecretarie van Rotterdam voor hij in 1936 benoemd werd tot burgemeester van Moordrecht. Na het overlijden in 1940 van Th.H. Klinkhamer, de burgemeester van Zevenhuizen, was Brandt enige tijd tevens waarnemend burgemeester van die gemeente. Eind 1952 ging hij met pensioen.